# Messlingen
Messlingen är en fjällby i Ljusnedals distrikt i Härjedalens kommun, belägen vid norra stranden av sjön Messlingen cirka 10 km öster om Mittådalen och cirka 30 km från Funäsdalen. Messlingen har cirka 60 åretruntboende och är enligt SMHI en av Sveriges snösäkraste orter.
Byn har historisk sett hört till Storsjö socken. I samband med kommunreformen 1952 överfördes dock området kring byn från Storsjö församling till Ljusnedals församling.
Byns uppkomst kan härledas till 1673 då tillstånd gavs för ett nybygge norr om sjön Mässlingen. Bebyggelsen kom att anta sjöns namn. Sjöns namn är bildat till Mittån Mittlingen, som sedan blev Mässlingen ("sjön som hör samman till Mittån").
Kappruet är en skidanläggning vid byn. Den 1000 meter långa liften slutar vid en platå cirka 850 meter över havet. Bergstoppen Kappruskaftet når 1003 meter över havet.